# Amelora pentheres
Amelora pentheres är en fjärilsart som beskrevs av Turner 1919. Amelora pentheres ingår i släktet Amelora och familjen mätare. Inga underarter finns listade i Catalogue of Life.